# Ptychadena subpunctata
Espèce
Synonymes
- Rana subpunctata Bocage, 1866
- Rana katangae De Witte, 1921
- Rana chobiensis FitzSimons, 1932

Statut de conservation UICN

 LC  : Préoccupation mineure
Ptychadena subpunctata est une espèce d'amphibiens de la famille des Ptychadenidae.

## Répartition
Cette espèce est endémique du centre-Sud-Ouest de l'Afrique. Elle se rencontre, :
- en Angola ;
- dans le nord du Botswana ;
- dans le nord-est de la Namibie ;
- dans le sud-est de la République démocratique du Congo ;
- en Zambie ;
- dans le nord-ouest du Zimbabwe.

## Publication originale
- Bocage, 1866 : Reptiles nouveaux ou peu recueillis dans les possessions portugaises de l'Afrique occidentale, qui se trouvent au Muséum de Lisbonne. Jornal de sciencias mathematicas, physicas e naturaes, Lisboa, vol. 1, p. 57-78 (texte intégral).